# Єдиний комерційний кодекс США

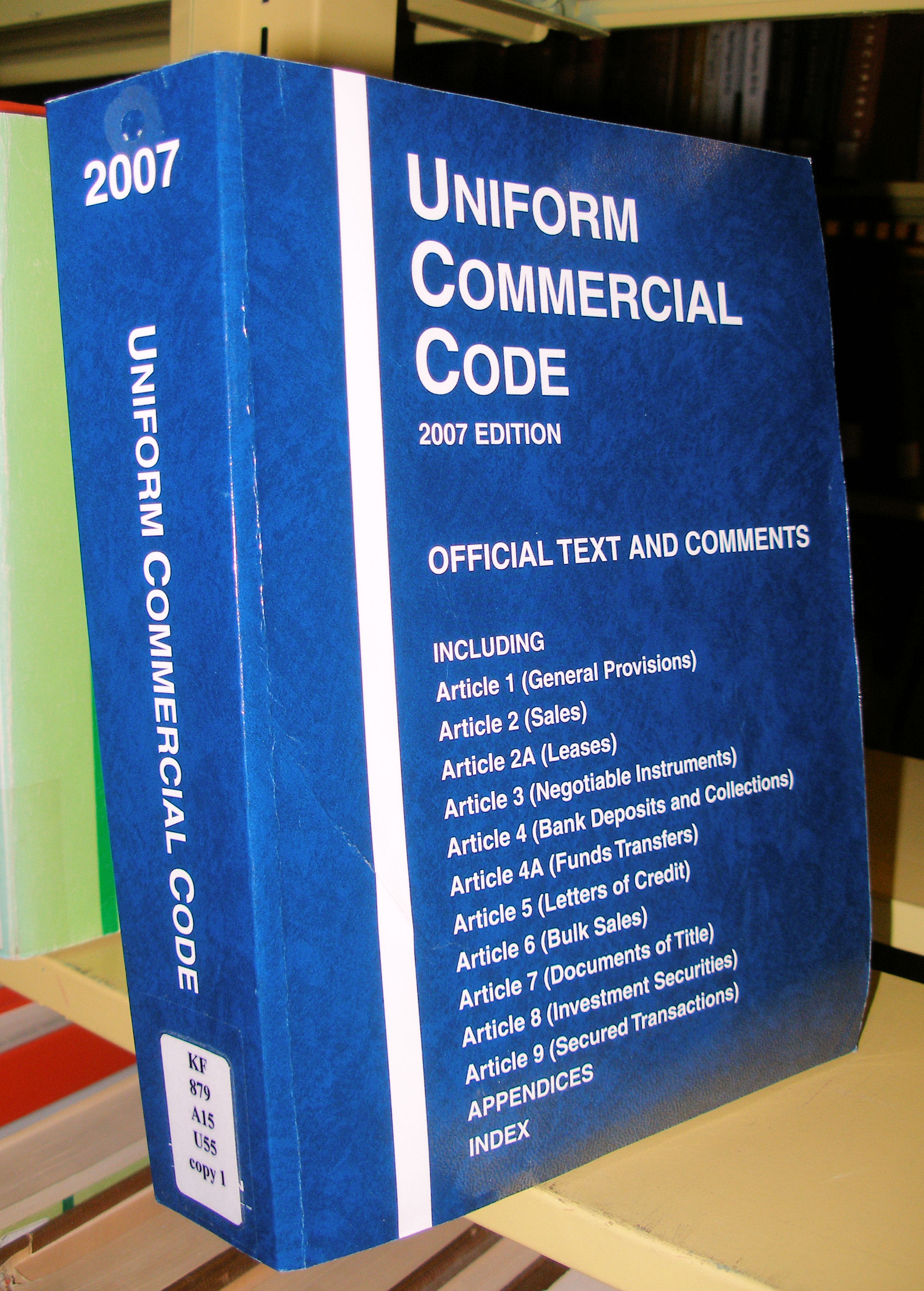
Офіційне видання ЄКК 2007 року

Єдиний комерційний кодекс (ЄКК) (англ. Uniform Commercial Code (UCC)), вперше опублікований у 1952 році, є одним із ряду уніфікованих актів, що були запроваджені як закони з метою гармонізації законів про продаж та інші комерційні операції по всій території Сполучених Штатів шляхом прийняття ЄКК у всіх 50 штатах, окрузі Колумбія та на територіях США.
Хоча в цілому це амбітне завдання було успішно виконано, деякі юрисдикції США (наприклад, Луїзіана та Пуерто-Рико) не прийняли всі статті, що містяться в ЄКК, тоді як інші юрисдикції США (наприклад, Американське Самоа) не прийняли жодної статті ЄКК. Також прийняття ЄКК часто відрізняється від однієї юрисдикції США до іншої. Іноді ці відмінності зумовлені альтернативними формулюваннями, що містяться в офіційному тексті ЄКК. В інших випадках прийняття змін до офіційного ЄКК додає додаткових відмінностей. Крім того, деякі юрисдикції адаптують мову ЄКК для відповідності своїм унікальним потребам та перевагам. Нарешті, навіть ідентичний текст, прийнятий двома юрисдикціями США, може бути підданий різним тлумаченням у судах кожної з них.

## Мета
Мета гармонізації законодавства штатів є важливою через поширеність комерційних операцій, що виходять за межі одного штату. Наприклад, товари можуть бути виготовлені в штаті А, зберігатися на складі в штаті В, продаватися зі штату С і доставлятися в штат D. ЄКК досяг мети значної уніфікації комерційного законодавства та водночас надав штатам гнучкість для врахування місцевих умов шляхом модифікації тексту ЄКК у кожному штаті. ЄКК головним чином регулює операції з рухомим майном і не охоплює нерухоме майно.
Іншими цілями ЄКК були модернізація договірного права та надання можливості для винятків із загального права в контрактах між комерсантами.

## Історія

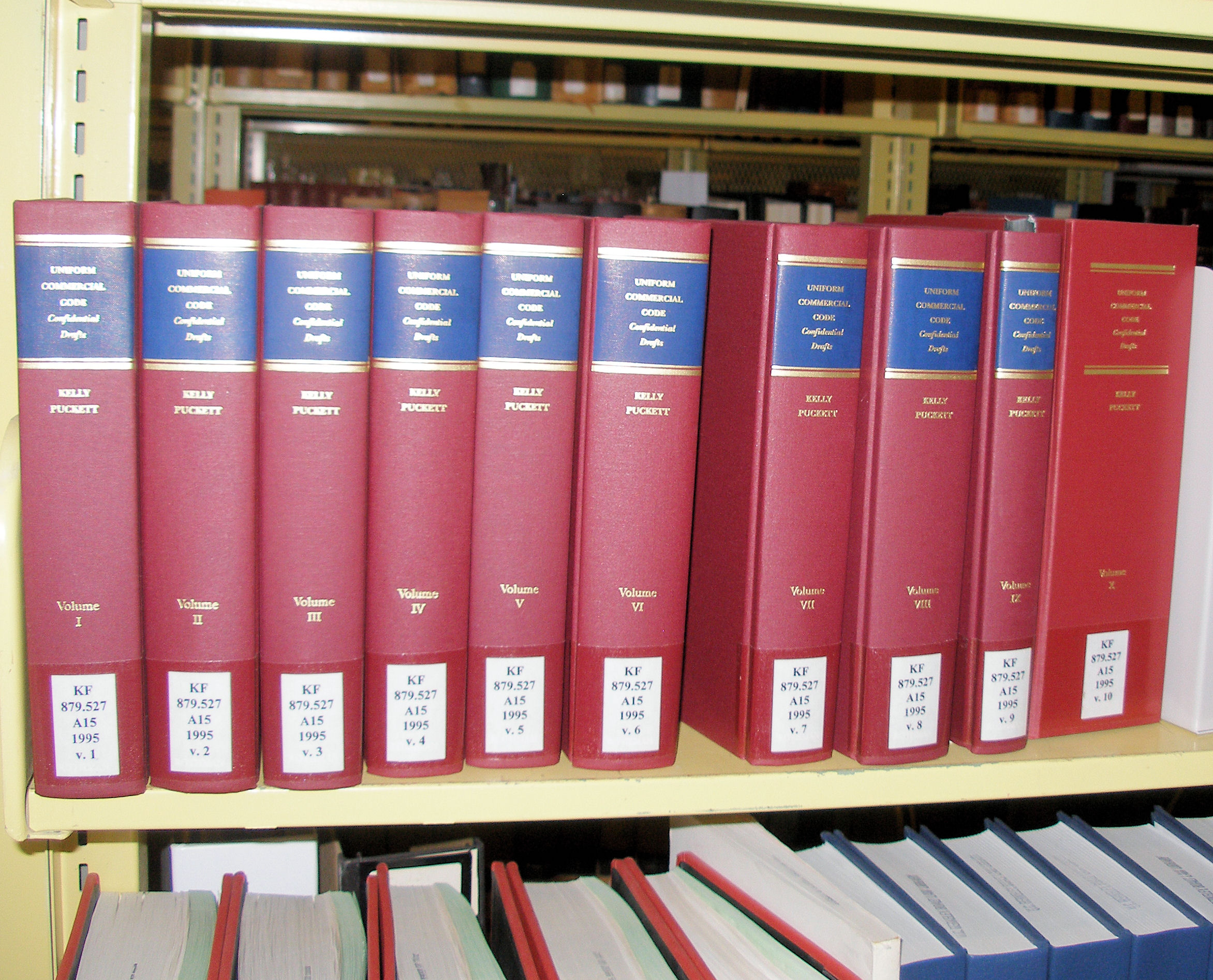
Навіть конфіденційні чернетки ЄКК були збережені та опубліковані як 10-томний набір.

ЄКК є найдовшим і найдетальнішим з уніфікованих актів. Кодекс став довгостроковим спільним проектом Національної конференції комісарів зі створення уніфікованих законів штатів (NCCUSL) та Американського інституту права (ALI). NCCUSL та ALI розпочали роботу над першою версією ЄКК у 1945 році після попередніх, менш комплексних спроб кодифікації в таких сферах, як продаж товарів між штатами.
Суддя Герберт Ф. Гудрич був головою редакційної колегії оригінального видання 1952 року, а сам Кодекс був розроблений юристами, зокрема Карлом Ллевелліном (основним лідером проекту), Вільям А. Шнадер, Соя Менчіков та Грант Гілмор. ЄКК містив принципи та концепції, запозичені з німецького права, хоча Ллевеллін їх не визнавав.
Оскільки Кодекс є продуктом приватних організацій, він сам по собі не є законом, а лише рекомендацією законів, які мають бути прийняті штатами. Після прийняття штатом, ЄКК кодифікується в збірку законів штату. Штат може прийняти ЄКК дослівно, як його написали ALI та NCCUSL, або прийняти з певними змінами. Якщо такі зміни незначні, вони можуть серйозно перешкоджати заявленій меті Кодексу — сприянню єдності законів серед різних штатів. Тому особи, які ведуть бізнес у різних штатах, повинні перевіряти місцеві закони.
ALI та NCCUSL створили постійну редакційну раду для Кодексу. Ця рада видала низку офіційних коментарів та інших публікацій. Хоча ці коментарі не мають сили закону, суди, що тлумачать Кодекс, часто цитують їх як авторитетне джерело для визначення значення однієї або кількох положень. Суди, що тлумачать Кодекс, зазвичай прагнуть узгодити свої тлумачення з тими, що прийняті в інших штатах, які прийняли таке ж або схоже положення.
В одній або іншій з кількох редакцій ЄКК був повністю прийнятий з мінімальними змінами в 49 штатах, а також в окрузі Колумбія, Гуамі, Північних Маріанських Островах, та Віргінських Островах США. Луїзіана та Пуерто-Рико прийняли більшість положень ЄКК з мінімальними змінами, за винятком статей 2 та 2А, віддаючи перевагу збереженню своєї власної цивільно-правової традиції для регулювання купівлі та оренди товарів. Також деякі корінні племена США прийняли частини ЄКК, включаючи націю Навахо, яка прийняла статті 1, 2, 3 та 9 з мінімальними змінами.

Хоча основний зміст здебільшого схожий, деякі штати внесли структурні зміни, щоб відповідати місцевим традиціям. Наприклад, юриспруденція Луїзіани називає основні підрозділи ЄКК «розділами» замість статей, оскільки термін «стаття» в цьому штаті використовується для позначення положень Цивільного кодексу Луїзіани. Арканзас має подібну структуру, оскільки термін «стаття» в законодавстві цього штату зазвичай відноситься до підрозділу Конституції Арканзасу. У Каліфорнії ці підрозділи називаються «відділами» замість статей, оскільки в Каліфорнії статті є підрозділом третього або четвертого рівня в кодексі, тоді як відділи або частини завжди є підрозділом першого рівня. Крім того, Каліфорнія не дозволяє використовувати дефіси в номерах розділів, оскільки вони зарезервовані для позначення діапазонів розділів; таким чином, дефіси, які використовуються в офіційних номерах розділів ЄКК, опускаються в каліфорнійському впровадженні.

## Статті ЄКК
Єдиний торговий кодекс 1952 року був випущений після десяти років розробки, а зміни в Кодекс вносилися з 1952 по 2022 рік.
Єдиний торговий кодекс охоплює такі теми, розділені на послідовно пронумеровані статті:
| Стаття | Назва                                                                 | Зміст                                              |
| ------ | --------------------------------------------------------------------- | -------------------------------------------------- |
| 1      | Загальні положення                                                    | Визначення, правила тлумачення                     |
| 2      | Продаж                                                                | Продаж товарів                                     |
| 2A     | Оренда                                                                | Оренда товарів                                     |
| 3      | Платіжні інструменти                                                  | Прості векселі та тратти (комерційні папери)       |
| 4      | Банківські депозити та інкасація                                      | Банки та банківська справа, процес інкасації чеків |
| 4A     | Грошові перекази                                                      | Перекази грошей між банками                        |
| 5      | Акредитиви                                                            | Операції, що включають акредитиви                  |
| 6      | Оптові трансфери та оптовий продаж                                    | Аукціони та ліквідація активів                     |
| 7      | Складські квитанції, коносаменти та інші документи на право власності | Зберігання та відповідальне зберігання товарів     |
| 8      | Інвестиційні цінні папери                                             | Цінні папери та фінансові активи                   |
| 9      | Забезпечені операції                                                  | Операції, забезпечені заставним правом             |
| 12     | Контрольовані електронні записи (CER)                                 | Операції, що включають цифрові активи              |

У 2003 році НКУДШ та Американський юридичний інститут запропонували поправки до Статті 2, які модернізували багато аспектів (а також зміни до Статті 2A та Статті 7). Однак жоден штат не прийняв ці поправки, а через протидію індустрії це було малоймовірно, тому в 2011 році ініціатори відкликали поправки. Як результат, офіційний текст ЄТК тепер відповідає закону, прийнятому в більшості штатів.
У 1989 році Національна конференція уповноважених з уніфікації законодавства штатів рекомендувала скасувати як застарілу Статтю 6 ЄТК, що стосується оптових продажів. Приблизно 45 штатів це зробили. Ще два штати обрали альтернативну рекомендацію щодо перегляду Статті 6.[джерело?]
Всі штати прийняли значний перегляд Статті 9, яка стосується переважно операцій, де особисте майно використовується як забезпечення для кредиту або розширення кредиту. Перегляд мав єдину дату набуття чинності — 1 липня 2001 року, хоча в кількох штатах він набув чинності трохи пізніше цієї дати. У 2010 році НКУДШ та Американський юридичний інститут запропонували помірні поправки до Статті 9. Кілька штатів вже прийняли ці поправки, які мають єдину дату набуття чинності — 1 липня 2013 року.[джерело?]
Суперечності, пов'язані з тим, що зараз називається Єдиний акт про комп'ютерні інформаційні операції (UCITA), виникли під час процесу перегляду Статті 2 ЄТК. Положення того, що тепер є UCITA, спочатку призначалися для «Статті 2B» про ліцензії у рамках переглянутої Статті 2 про продажі. Оскільки ЄТК є єдиним уніфікованим законом, який є спільним проєктом НКУДШ і Американського юридичного інституту, обидві асоціації повинні погодитися на будь-який перегляд ЄТК (тобто модельного акта; перегляди закону певного штату потребують лише прийняття в цьому штаті). Запропонований остаточний проєкт Статті 2B викликав суперечки в Американському юридичному інституті, і як наслідок, інститут не надав своєї згоди. НКУДШ відповіла перейменуванням Статті 2B і виданням її як UCITA. Станом на 12 жовтня 2004 року тільки Меріленд та Вірджинія прийняли UCITA.
Основна філософія Єдиного торгового кодексу полягає в тому, щоб дозволити людям укладати контракти, які вони бажають, але заповнювати будь-які відсутні положення, де їхні угоди є нечіткими. Закон також прагне забезпечити одноманітність і спрощення рутинних операцій, таких як обробка чеків, нот та інших рутинних комерційних паперів. Закон часто розрізняє підприємців, які звично займаються певним товаром і вважаються такими, що добре знають свій бізнес, та споживачів, які не є фахівцями у цій сфері.
ЄТК також прагне уникнути використання юридичних формальностей у процесі укладання бізнес-контрактів, щоб дозволити бізнесу розвиватися без втручання юристів або підготовки складних документів. Цей останній пункт, можливо, є найбільш спірною частиною його основної філософії; багато хто[хто?] у юридичній професії стверджує, що юридичні формальності знижують рівень судових процесів, вимагаючи певного ритуалу, який забезпечує чітку межу, що вказує людям, коли вони уклали остаточну угоду, за яку їх можуть притягнути до суду.

## Стаття 2
Стаття 2 регулює продаж, а Стаття 2A — оренду.

### Укладення контракту
- Тверді пропозиції (пропозиції купити чи продати товари з обіцянкою зберегти пропозицію відкритою на певний період часу) є дійсними без врахування зустрічного задоволення, якщо вони підписані пропонентом, і є незворотними протягом зазначеного в замовленні часу (але не більше трьох місяців), або, якщо час не зазначений, протягом розумного часу.[12]
- Пропозиція купити товари для «швидкої відправки» запрошує прийняття як шляхом швидкої відправки, так і швидким обіцянкою відправки. Тому ця пропозиція не є строго односторонньою. Однак таке «прийняття через виконання» не обов'язково має бути за допомогою товарів, що відповідають умовам (наприклад, неповні набори).[13]
- Зустрічне задоволення — зміни без зустрічного задоволення можуть бути прийнятними в контракті на продаж товарів.[14]
- Відсутність вказівки ціни — у контракті на продаж товарів відсутність вказівки ціни не завадить утворенню контракту, якщо початковий намір сторін полягав у його укладанні. Розумна ціна буде визначена судом.[12]
- Переуступки — контракт на поставку товарів може бути переданий, якщо кількість, яку вимагає новий одержувач, не є необґрунтовано непропорційною до початкової кількості.[15]

### Відмова від виконання контракту та порушення
- Невідповідність товарів — Якщо товари, що не відповідають вимогам, надсилаються з нотаткою про компроміс, така пропозиція розглядається як контрпропозиція, і якщо вона прийнята, формується новий контракт, і покупець зобов'язаний виконати його за ціною попереднього контракту. Якщо продавець відмовляється від відповідності та покупець не приймає, покупець повинен повернути всі невідповідні товари за рахунок продавця протягом тридцяти днів з моменту отримання.
- Досконала поставка — Покупець має право на «досконалу поставку» і може прийняти всі товари, відмовитися від усіх або прийняти відповідні товари і відмовитися від решти; протягом розумного часу після доставки, але до прийняття, він повинен повідомити продавця про відмову. Якщо покупець не надасть конкретну причину (дефект), він не може використовувати цю причину пізніше, під час юридичних розглядів (аналогічно логіці лікування до покриття). Також, контракт не вважається порушеним, якщо продавець доставив невідповідні товари, незважаючи на їх недоліки, до того, як настав термін виконання.
- «Розумний час/добросовісність», мінімальний термін попередження чотири тижні, стандарт — Такий стандарт вимагається від сторін контракту, коли час не визначено або став невизначеним через відмову від початкових положень.
- Контракти на вимогу/виробництво — UCC надає захист від непропорційних вимог, але вони повинні відповідати вимозі «добросовісності».
- Розумні підстави для невпевненості — У ситуації, коли є загроза невиконання, інша сторона може призупинити своє виконання і вимагати письмові гарантії. Якщо гарантії не надаються «протягом розумного часу, не більше 30 днів», контракт вважається відмовленим.[16]
- Боротьба форм — Нові умови будуть включені в угоду, якщо:
  - пропозиція обмежена власними умовами,
  - вони суттєво змінюють початкові умови (обмеження відповідальності тощо),
  - перша сторона заперечує нові умови вчасно, або перша сторона вже заперечила проти нових умов. Те, чи суттєво змінюють нові умови початкову пропозицію, може залежати від характеру товару (наприклад, затримка в доставці цвяхів не те саме, що і для риби).
- Боротьба форм — Письмова підтвердження пропозиції, надіслана протягом розумного часу, діє як прийняття, навіть якщо вона містить умови, що додаткові до або відрізняються від запропонованих, якщо прийняття не залежить від додатків.
- Статут про шахрайство, застосовуваний до продажу товарів — Реальний контракт не обов'язково має бути письмовим. Достатньо, щоб будь-яка нотатка або запис були письмовими і підписаними. Однак виключення для підпису за UCC є, коли письмове підтвердження отримано і не оскаржено протягом 10 днів.[17]
- Лікування/покриття — Покупець повинен дати продавцеві час для усунення дефектної поставки перед тим, як шукати покриття.
- FOB місце бізнесу — Продавець несе ризик втрати до того, як товари будуть передані перевізнику. FOB місце призначення: продавець несе ризик втрати до того, як вантаж надійде до місця призначення. Якщо контракт не визначає місце доставки, це є місце бізнесу продавця.
- Ризик втрати — Справедливе перетворення не застосовується. У разі продажу конкретних товарів ризик втрати лежить на продавцеві до моменту поставки. Зазвичай ризик втрати несе продавець до того, як покупець фізично забере товари (що є протилежністю до нерухомості).
- Відшкодування — Успішне відшкодування товарів виключає всі інші засоби правового захисту стосовно товарів.[18] Продавець може вимагати відшкодування товарів протягом 20 днів після того, як покупець їх отримав, якщо продавець дізнається, що покупець отримав товари, перебуваючи в стані неплатоспроможності.
- Правомірно відхилені товари — Покупець-торговець може слідувати розумним інструкціям продавця щодо відмови від товарів. Якщо такі інструкції не надано, покупець може зробити розумні зусилля для їх продажу, і покупець/зберігач має право на 10 % від валового доходу.
- Неявна гарантія придатності — Неявна гарантія придатності виникає, коли продавець знає, що покупець покладається на його кваліфікацію при виборі товарів. Неявна гарантія товарності: кожен продаж товарів, що підходять для звичайного використання. Явні гарантії: виникають на підставі будь-якої заяви факту або обіцянки.
- Шкода за порушення/невиконання умов продавцем за UCC — Різниця між 1) ринковою ціною, коли покупець дізнався про порушення, і 2) ціною контракту 3) плюс випадкові збитки. Потерпіла сторона, яка просто подає позов на суму контракту, діє економічно неефективно.[19]
- Спеціально виготовлені товари — Спеціально виготовлені товари звільняються від вимог статуту щодо шахрайства, коли виробник зробив «суттєвий початок» або «зобов'язання щодо закупівлі» матеріалів.

### Розділ 2-207: Битва форм
Один із найбільш заплутаних і широко оскаржуваних розділів UCC — це Розділ 2-207, який професор Грант Гілмор назвав «можливо, найбільшим законодавчим безладом усіх часів». Цей розділ регулює «битву форм» щодо того, чиї умови стандартного договору — пропонента чи акцептанта — будуть діяти в комерційній угоді, коли обмінюються кілька форм з різними умовами. Ця проблема часто виникає, коли сторони комерційної угоди обмінюються звичайними документами, такими як запити на пропозиції, рахунки-фактури, покупні замовлення та підтвердження замовлень, які можуть містити суперечливі умови.
Першим кроком в аналізі є визначення, чи регулюється угода UCC або загальним правом. Якщо угода регулюється UCC, суди зазвичай намагаються з'ясувати, яка форма є пропозицією. Далі розглядається акцепт акцептанта, що містить різні умови. Слід зазначити, чи є акцепт прямо умовним щодо його власних умов. Якщо акцепт прямо умовний, то це контрпропозиція, а не акцепт. Якщо виконання прийнято після контрпропозиції, навіть без прямого акцепту, відповідно до 2-207(3), контракт буде існувати лише на тих умовах, на яких сторони погоджуються, разом із заповнювачами прогалин UCC.
Якщо форма акцепту не обмежує акцепт тільки своїми умовами, і обидві сторони є торговцями, то акцепт пропозиції з боку пропонента на виконання обов'язків оферента, навіть якщо форми оферента містять додаткові або інші умови, утворює контракт. У цьому випадку, якщо умови оферента не можуть співіснувати з умовами пропонента, обидві умови «вибиваються» і на їх місце вступають доповнення до Кодексу про торгівлю (UCC). Якщо умови оферента є додатковими, вони будуть вважатися частиною контракту, якщо тільки (а) пропонент не обмежує акцепт умовами початкової пропозиції, (б) нові умови суттєво змінюють початкову пропозицію, або (в) про заперечення нових умов уже було повідомлено або це буде зроблено протягом розумного часу після їх оголошення оферентом.
Через величезну плутанину, спричинену розділом 2-207, була оприлюднена переглянута версія в 2003 році, але ця редакція так і не була прийнята жодним штатом.

## Стаття 8

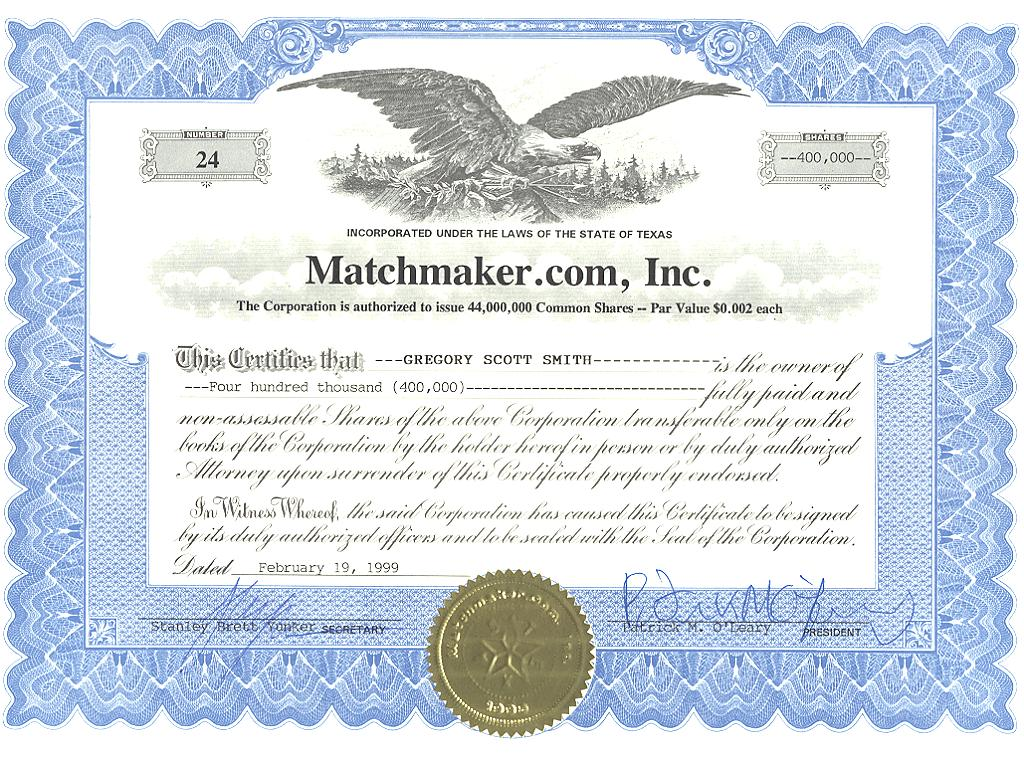
Акція, на відміну від дематеріалізованого інтересу в цінних паперах

Власність на цінні папери регулюється статтею 8 Єдиного торгового кодексу (UCC). Ця стаття 8, текст обсягом близько 30 сторінок, зазнала важливих змін у 1994 році. Оновлення UCC обробляє більшість передач дематеріалізованих цінних паперів як просте відображення їх початкових випусків, що утримуються переважно двома американськими центральними депозитаріями цінних паперів, а саме The Depository Trust Company (DTC) для цінних паперів, випущених корпораціями, і Federal Reserve для цінних паперів, випущених Міністерством фінансів США. У цій централізованій системі передача титулу на цінні папери не відбувається на момент реєстрації в реєстратора емітента для рахунку інвестора, а в системах, керованих DTC або Federal Reserve.
Централізація не супроводжується централізованим реєстром інвесторів/власників цінних паперів, як це передбачено системами, що функціонують у Швеції та Фінляндії (так звані «прозорі системи»). Ані DTC, ані Федеральний резерв не ведуть індивідуальний реєстр передачі прав власності, що відображає вигодних власників. Наслідком для інвестора є те, що підтвердження власності на свої цінні папери залежить повністю від точної реплікації передачі прав, зареєстрованої DTC, Федеральним резервом та іншими в системі посередницького утримання на нижчих рівнях ланцюга утримувачів цінних паперів. Кожне з цих посередницьких ланок складається з постачальника рахунку (або посередника) та власника рахунку.
Права, що виникають через ці ланки, є суто договірними вимогами: ці права поділяються на два види:
1. Для ланок, де власник рахунку є також постачальником рахунку на нижчому рівні, право на цінний папір під час його зарахування характеризується як «права на цінні папери», що є «ad hoc» концепцією, введеною у 1994 році: наприклад, позначає вимогу, яка дозволить власнику рахунку брати участь у пропорційному розподілі в разі банкрутства його постачальника рахунку.
2. Для кожної ланки ланцюга, де кінцевий власник рахунку одночасно є кінцевим інвестором, його «права на цінні папери» збагачуються «суттєвими» правами, визначеними емітентом: правом на отримання дивідендів або відсотків і, можливо, правом брати участь у загальних зборах, якщо це було передбачено в угоді з постачальником рахунку. Комбінація цих зменшених матеріальних прав і цих змінних суттєвих прав характеризується статтею 8 UCC як «вигідний інтерес».

Ця декомпозиція прав, організованих статтею 8 UCC, призводить до того, що інвестор не може відновити право власності на цінний папір у разі банкрутства постачальника рахунку, тобто можливість вимагати цінний папір як своє актив, не будучи зобов'язаним ділитися ним пропорційно з іншими кредиторами постачальника рахунку. Як наслідок, це також перешкоджає інвестору заявити про свої цінні папери на вищому рівні ланцюга володіння, як до DTC, так і до субдепозитарія. Таке «право на цінний папір», на відміну від звичайного права власності, більше не є обов'язковим «erga omnes]» для будь-якої особи, яка має цінний папір на зберіганні. «Право на цінний папір» є лише відносним правом, отже, договірним правом.
Ця переробка права власності в просте договірне право може дозволити постачальнику рахунку «повторно використовувати» цінний папір без необхідності отримувати дозвіл від інвестора. Це особливо можливо в рамках тимчасових операцій, таких як позика цінних паперів, опціон на викуп, купівля для подальшого продажу або угода зворотного викупу. Ця система розрізняє вниз ланцюг володіння, який простежує шлях підписання цінного паперу інвестором, та горизонтальні і висхідні ланцюги, які простежують шлях передачі або субдепозитаріїв цього цінного паперу.
На відміну від заяв, що стаття 8 позбавляє американських інвесторів їхніх прав на цінні папери, що знаходяться в посередників, таких як банки, стаття 8 також допомогла американським переговірникам під час переговорів Женевської конвенції з цінних паперів, відомої також як Конвенція Унідроїт щодо суттєвих правил для посередницьких цінних паперів.

## Стаття 9
Стаття 9 регулює інтереси в забезпеченні особистого майна як застави для забезпечення боргу. Кредитор із забезпеченим інтересом називається забезпеченою стороною.
Основні концепції відповідно до Статті 9 включають, як створюється забезпечений інтерес (прикріплення); як повідомити про забезпечений інтерес публіці, що робить його виконуваним стосовно інших, хто може претендувати на інтерес у заставі (совершенство); коли існують кілька претензій на одне й те ж майно, визначення, який інтерес має пріоритет над іншими (пріоритет); а також які заходи можуть бути вжиті забезпеченою стороною у разі невиконання боржником зобов'язань щодо платежів або виконання забезпеченого зобов'язання.
Стаття 9 не регулює інтереси у забезпеченні нерухомого майна, за винятком прикріплених до нерухомого майна об'єктів. Інтереси в забезпеченні нерухомого майна включають іпотечні кредити, договора довіри та контракти на землю з погашенням частинами. Можуть виникнути значні правові питання щодо інтересів у забезпеченні біткойн.
Обов'язане повернути всі активи, зазначені в заставі, забезпеченій стороні після завершення дефолту забезпеченою стороною у відповідь на протест з боку обов'язаної особи протягом визначеного строку, передбаченого Цивільним кодексом та Статтею 9-3 UCC.
Модельний закон про забезпечені операції для племен (MTSTA) — це модельний закон, написаний Комісією з уніфікації законодавства (ULC) і спрямований на надання племенам корінних американців правової системи для регулювання забезпечених операцій на індіанських землях. Він був створений на основі UCC, зокрема Статті 9.

## Міжнародний вплив
Окремі частини UCC мали значний вплив поза межами Сполучених Штатів. Стаття 2 мала деякий вплив на розробку Конвенцію ООН про контракти для міжнародної купівлі-продажу товарів (CISG), хоча результат значно відрізнявся від UCC у багатьох аспектах (наприклад, відмовившись від прийняття правила поштової скриньки).[джерело?] Стаття 5, яка регулює акредитиви, мала вплив на міжнародне фінансування торгівлі через те, що багато великих фінансових установ працюють у Нью-Йорку.[джерело?] Стаття 9, яка встановила єдину структуру для інтересів у забезпеченні особистого майна, безпосередньо надихнула на ухвалення Законів про забезпечення майна в кожній канадській провінції та території, крім Квебеку, починаючи з 1990 року.[джерело?] За цим пішов Закон Нової Зеландії про забезпечення майна 1999 року та Закон Австралії про забезпечення майна 2009 року.